# Town Hall Concert 1964, Vol. 1
| Recensione | Giudizio |
| ---------- | -------- |
| AllMusic   | [ 1 ]    |

Town Hall Concert 1964, Vol. 1 è un album discografico Live di Charles Mingus, pubblicato dall'etichetta discografica Jazz Workshop Records (e dalla Fantasy Records) nel 1964.
L'album nel corso degli anni fu ripubblicato con differenti titoli e da diverse label discografiche, la versione su CD contiene due tracce.

## Tracce
Lato A
1. So Long Eric – 18:00 (Charles Mingus)
2. Praying with Eric – 4:55 (Charles Mingus)

Lato B
1. Praying with Eric Continued – 22:07 (Charles Mingus)

## Musicisti
- Charles Mingus - contrabbasso
- Eric Dolphy - sassofono alto, clarinetto basso, flauto
- Clifford Jordan - sassofono tenore
- Jaki Byard - pianoforte
- Johnny Coles - tromba
- Danny Richmond - batteria

Note aggiuntive
- Charles Mingus e Frank Abbey - produttori
- Mrs. Dupree White - coordinatrice
- Charles Mingus III Tertius - design copertina album